# Вяткин, Владимир Андреевич
Владимир Андреевич Вяткин (род. 30 апреля 1991, Алма-Ата) — казахстанский футболист, полузащитник клуба «Иле-Алатау».

## Клубная карьера
Футбольную карьеру начинал в 2010 году.
В 2012 году подписал контракт с клубом «Кайрат». 16 июня 2012 года в матче против клуба «Иртыш» Павлодар дебютировал в казахстанской Премьер-лиге (0:0).

## Достижения
«Акжайык»
- Серебряный призёр Первой лиги Казахстана: 2020

## Клубная статистика
| Игровая карьера | Игровая карьера | Игровая карьера | Лига | Лига | Кубок | Кубок | Межд. | Межд. | Др. | Др. |
| --------------- | --------------- | --------------- | ---- | ---- | ----- | ----- | ----- | ----- | --- | --- |
| 2016            | Кайсар          | Б               | 19   | 0    | 2     | 0     | —     | —     | —   | —   |
| 2017            | Жетысу          | Б               | 8    | 1    | 2     | 0     | —     | —     | —   | —   |
| 2018            | Алтай           | Б               | 31   | 4    | 3     | 0     | —     | —     | —   | —   |
| 2019            | Алтай           | Б               | 24   | 1    | 5     | 2     | —     | —     | —   | —   |
| 2020            | Акжайык         | Б               | 10   | 0    | —     | —     | —     | —     | —   | —   |
| 2022            | Хан-Тенгри      | В               | 19   | 4    | 1     | 0     | —     | —     | —   | —   |
| 2023            | Иле-Саулет      | В               | 9    | 2    | —     | —     | —     | —     | —   | —   |